# Rameshbabu Vaishali
Rameshbabu Vaishali (tamil. வைசாலி இரமேசுபாபு, hindi आर. वैशाली; ur. 21 czerwca 2001 w Ćennaju) – indyjska szachistka. Arcymistrzyni od 2018 roku. Posiadaczka męskiego tytułu arcymistrza od 2024 roku.

## Kariera szachowa
W grudniu 2012 wygrała dziewczęce mistrzostwa świata juniorów w szachach (do lat 12) i w październiku 2015 (do lat 14). W sierpniu 2018 uzyskała tytuł arcymistrzyni. W sierpniu 2020 wraz z drużyną zdobyła złoty medal na olimpiadzie online. W 2022 wygrała 8. Fischer Memorial, zdobywając 7,0 pkt. z 9 punktów. Zwyciężyła w turnieju FIDE Grand Swiss 2023.
Jest starszą siostrą szachisty Rameshbabu Praggnanandhy.
Najwyższy ranking szachowy w dotychczasowej karierze osiągnęła 1 listopada 2022, z wynikiem 2454 punktów.
W 2024 roku została uhonorowana nagrodą Arjuna Award.